# Sandra Scream
Sandra Scream (Pacific Grove, California; 1 de octubre de 1966) es una actriz pornográfica estadounidense retirada. Participó en alrededor de medio centenar de películas en su corta carrera, pero fue una gran favorita de los fanáticos durante gran parte de la década de 1990. Destacó por su pelo largo y rubio, rostro muy atractivo y exuberante cuerpo. Al igual que muchas estrellas de la pornografía utilizó su fama de películas para adultos para mejorar su carrera como bailarina exótica (estríper). Ella ingresó en la industria de entretenimiento para adultos a instancias de su novio en ese momento, Woody Long, y actuó casi en exclusiva con él. También destacó por sus actuaciones en escenas lésbicas.